# Ljubiša M. Jovanović
Ljubiša M. Jovanović (Beograd, 1965 — Beograd, 2020) bio je srpski muzičar, muzički pedagog i osnivač mnogobrojnih orkestara, festivala i muzičkih udruženja.

## Biografija
Rođen je 1965. godine u Beogradu. Osnovnu i srednju muzičku školu završio je u klasi profesora Milenka Stefanovića, a Muzičku akademiju u klasi profesora Ante Grgina. Još kao učenik srednje škole , bio je jedan od osnivača ansambla za staru muziku „Skomrasi“ i dobitnik nagrada na Republičkim, saveznim i festivalskim takmičenjima. Od 1990. do 2002. godine član je ansambla za staru muziku „Muzika Antika“ i “Ars Nova“. Sa tim ansamblima je održao preko 150 koncerata i snimio 3. cd-a. Održao preko pedeset humanitarnih koncerata. Sa ansamblom “Muzika Antika“ je učestvovao na Evropskom Festivalu stare muzike u Zadru, i održao koncert sa gudačkim ansamblom „Dušan Skovran“ u Sinagogi u Novom Sadu.
Preminuo je u Beogradu 2020. godine, u 55. godini života.

## Pedagoški rezultati
Pedagoški rad započinje je u Muzičkoj školi „Petar Konjović“, 1988. godine, a zatim nastavlja sa pedagoškim radom u srednjoj muzičkoj školi “Davorin Jenko“, „Vojislav Vučković“ i od 2006. godine pa do svoje smrti u srednjoj muzičkoj školi „Vatroslav Lisinski“ u Beogradu.

### Domaće nagrade učenika
Njegovi učenici su osvojili 177. nagrada i to: 
- Na republičkom takmičenju 3. specijalne, 40 prvih, 14 drugih, 4 treće, i 2. pohvale.
- Na saveznim takmičenjima: 1 prvu, 2 druge i 1 treću nagradu.
- Na festivalu muzičkih škola osvojili su sledeće rezultate : 4. specijalne, 8. prvih i 1. drugu nagradu.
- Na otvorenom takmičenju M.Š. ”Lisinski“: 10.specijalnih 10.prvih, 1. drugu nagradu.
- Na takmičenju M.Š. Jenko: 27. specijalnih, 11. prvih i 1 drugu nagradu. Na takmičenju u Požarevcu, Ubu, Lazarevcu i Pančevu: 10. specijalnih, 7. prvih i 2. druge nagrade.

### Međunarodne nagrade učenika
Od međunarodnih nagrada u Ankoni (Italija) jednu II nagradu, u Vrbanji (Italija) tri specijalne, Solunu (Grčka) dve I nagrade, Ohridski Biseri (Makedonija) tri I nagrade, Ćustendil (Bugarska) specijalna nagrada, Altena (Bugarska) jedna specijalna i jedna I nagrada. Na takmičenju „Konjović“ pet I nagrada, Krško (Slovenija) V mesto.

### Ostale nagrade i priznanja
- Petnaest učenika je nastupalo sa simfonijskim orkestrom, tri učenika su mu ponela nagradu Beogradskog anđela i dvoje Svetosavsku nagradu.
- Dva učenika su mu nosioci pobednika Grand Prija za 2010 i 2013.godinu.
- Učenici su mu nastupali u koncertnim salama u Beogradu (SANU , Kolarac, Ruski dom, Atrijum Muzeja, Narodno Pozorište, Dom Sindikata, Sava Centar, sala Progresa), Kulturnim centrima Kovina, Smedereva, Niša, Leskovca, Kraljeva, Vršca...

Do danas 18. njegovih učenika završilo studije ili studiraju na Fakultetu muzičke umetnosti u Beogradu, Nišu, Torontu, Vankuveru, Mičigenu, Stavangeru, Rimu, Veneciji, Ljubljani i Temišvaru. Sa učenicima je održao više od 50 humanitarnih koncerata snimao muziku i spot za radio i televiziju Beograd, TV „Galaksija“, TV „Banat“, TV „Sunce“, TV „Šumadija“, TV Novi Sad.

## Društveni i umetnički rad
- Osnivač je kvarteta klarineta “Nevski„[2] koji je osvojio više specijalnih i prvih nagrada u zemlji i inostranstvu. Kvartet je predstavljao Srbiju 2005. godine u Moskvi na međunarodnoj manifestaciji „Srbija 05„ odlukom Ministarstva Kulture Republike Srbije. Kvartet je održao preko pedeset humanitarnih koncerata u Srbiji, i nastupao u okviru nacionalne koncertne sezone u Srbiji 2008. i 2009. godine, i u okviru „Klarinet Fest“ u Kotoru 2009, 2010. i 2011. godine. Kvartet Nevski je bio finalista emisije „Ja imam talenat“ 2011. godine i održao veliki solistički koncert u Sali Beogradske filharmonije u decembru 2011.
- Osnivač je jedinstvenog orkestra klarineta u Srbiji pri AKUD „Ivo Lola Ribar“. Orkestar je nastupao u Sava Centru, Kragujevcu na otvaranju OKTOHA, kao i na „Klarinet festu“ u Kotoru.
- Osnivač je udruženja „Internacionalnog udruženja ljubitelja muzike“ koje okuplja oko sebe veliki broj uglednih profesora, vrsnih kompozitora, muzičkih kritičara i izvođača, sa jedinstvenim ciljem da se zajedničkim aktivnostima u organizacionom i profesionalnom smislu podrže i potpomognu seminari, predavanja, naučni skupovi, muzičke manifestacije.[3]
- Jedan je od osnivača Međunarodnog takmičenja “Davorin Jenko“ u Beogradu, koje je u kalendaru takmičenja Ministarstva Prosvete,nauke i tehnološkog razvoja Srbije.
- Jedan je od osnivača Simfonijskog orkestra mladih „ZORT“ (združeni orkestarski tim) koji je nastupao u koncertnoj sezoni 2010. godine orkestar je održao koncerte u Sali Kolarčeve zadužbine u Beogradu, u salama Požarevca, Lučana, Kraljeva, Kragujevca. Orkestar je okupio mlade muzičare iz cele Srbije.
- Za zajednicu muzičkih škola počeo je da radi 1990. kao sekretar žirija za drvene duvače. Potom je bio generalni sekretar takmičenja sedam puta i dva puta predsednik organizacionog odbora. Tri godine je proveo na mestu predsednika duvača Srbije.
- Radio je u organizaciji ”Smotra mladih talenata Srbije“ u Sremskim Karlovcima devet godina, gde su učestvovali i njegovi učenici. Učestvovao u radu orkestra za Koncert „Karminu Buranu„ sa 560 učesnika i „Rekvijem“ sa 750 učesnika.
- Aktivan je član u Udruženju Muzičkih i baletskih pedagoga Srbije, član upravnog odbora, stručne komisije i član žirija na takmičenjima udruženja.
- Jedan od osnivača „Klarinet festa“ u Kotoru.
- Učestvovao u organizaciji i radu sa srpsko-italijanskim orkestrom mladih, u Milanu 2011. godine, koji je održao koncert u sali La Verdi.

## Stručni rad, nagrade i diplome
Održao je trideset jedan master klasa sa preko 800 učenika. Član žirija je bio na Republičkom takmičenju za klarinet i kamernu muziku u Beogradu, predsednik festivalskog žirija, član na takmičenju u Verbanji (Italija), državnom takmičenju u Skoplju, takmičenju Merkadante u Italiji, E Katarini u ( Grčkoj), na međunarodnom takmičenju Davorin Jenko, takmičenju duvača u Požarevcu, festivalu u Ubu, otvorenom školskom takmičenju „Dušan Protić“, mladi virtuoz škola „Petar Konjović“, član međunarodnog žirija na takmičenju „Petar Konjović“, član žirija na Republičkom takmičenju orkestara (SHOŠ). 

Od strane ministarstva je održao akreditovane seminare 2009. i 2010. godine. Pohađao seminare kod J.Bokuna (Poljska), Mate Bekavca (Slovenija), Pol Maera (Francuska), Karl Listera ( Nemačka) i Bruna Di Gilorama (S.Ćićilija, Italija), Milan Rerihe (Lugano, Švajcarska). Dobitnik je nagrade Zajednice muzičkih škola za pedagoški rad i Udruženja pedagoga za ostvarene višegodišnji pedagoški rad. Dobitnik je nagrade Srpskog viteza za očuvanje, čast i tradiciju srpske kulture i običaja „Srpska kruna“.

## Spoljašnje veze
- clarinetnotemus/Ljubiša Jovanović Архивирано на веб-сајту  (21. фебруар 2014)
- Mokranjac Архивирано на веб-сајту  (22. фебруар 2014)
- Lisinski
- musicianspage.com/Instument klarinet
- Sa celom klasom na koncert u Kinu („Politika”, 13. jun 2019)